# Hotel Einstein St. Gallen

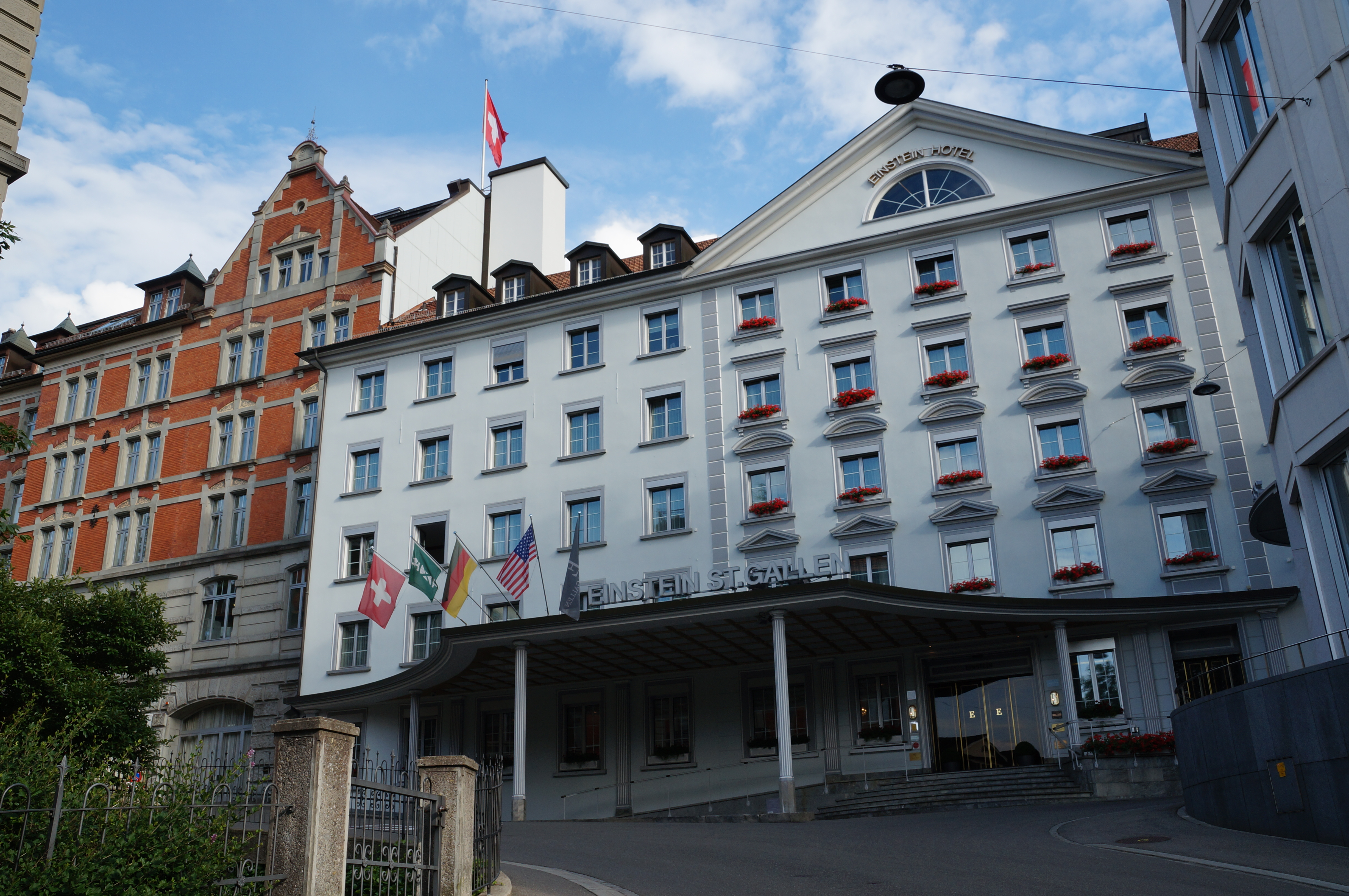
Einstein St. Gallen, Vorderansicht

Das Hotel Einstein St. Gallen ist ein in der Innenstadt von St. Gallen gelegenes klassizistisches Gebäude aus der Blütezeit der St. Galler Textilindustrie. Es wurde 1830 erbaut. In den 1980er Jahren wurde das Gebäude renoviert und 1983 als Hotel eröffnet.

## Aktuelle Nutzung
Das Einstein St. Gallen ist heute ein Vierstern-Superior-Hotel mit Kongresszentrum und  Fitnesspark. Das Hotel zählt 213 Betten in 113 Gästezimmern sowie ein punkteprämiertes Restaurant und eine Bar mit Cigar Lounge. Das Kongresszentrum hat 15 Seminar-, Bankett- und Kongressräume sowie ein Bistro.

## Geschichte
Das Hotel Einstein ist mit der Textilindustrie eng verwoben. Das klassizistische fünfstöckige Gebäude wurde 1830 von der Witwe des Textilausrüsters Jacob Allgäuer erbaut. Die Unternehmerin betrieb darin eine Appretiererei (Appretur). Später beherbergte das Erdgeschoss die Volksküche. Nach einigen Handänderungen erwarb Isaak David Einstein das Gebäude und stellte dort seine Stickereien her.
1978 kaufte der St. Galler Textilfabrikant Max Kriemler die Liegenschaft, renovierte sie und baute sie zu einem Hotel um, das 1983 eröffnet wurde. Geblieben ist der Name des früheren Hausherrn. 2009 wurde das vom Münchner Architekten Christoph Sattler (Hilmer & Sattler und Albrecht) konzipierte Kongressgebäude eröffnet.
Nach seiner letzten Überprüfung wurde dem Hotel im Jahr 2019 vom Unternehmerverband Hotelleriesuisse erneut die Klassifizierung zum 4-Sterne-Superior Hotel ausgestellt. Das Restaurant Einstein Gourmet im Hotel Einstein hat seit 2017 zwei Michelin-Sterne und 18 Punkte GaultMillau.